# Pneumocystis jirovecii
 Pneumocystis jirovecii (oder P. jiroveci) ist ein Pilz aus der Gattung Pneumocystis. Er kommt ubiquitär vor und ist der Erreger einer interstitiellen Lungenentzündung (Pneumocystispneumonie, PCP), die besonders bei Säuglingen und Immungeschwächten wie zum Beispiel AIDS-Kranken auftritt. Die PCP ist mit 50 % die häufigste Erstmanifestation und mit 85 % die häufigste opportunistische Infektion bei AIDS-Patienten. Der Erreger wird heute nicht mehr den Protozoen, sondern den Schlauchpilzen (Ascomycota) zugeordnet und ist nach Otto Jírovec benannt.
Früher wurde Pneumocystis jirovecii als Pneumocystis carinii bezeichnet. Diese auch heute noch vereinzelt zu findende Bezeichnung ist aber formal nicht mehr zulässig. Es konnte gezeigt werden, dass der im Menschen vorkommende Krankheitserreger sich von dem in Ratten entdeckten Pneumocystis carinii unterscheidet.

## Merkmale
Die Trophozoiten haben einen Durchmesser von ca. 1 µm. Ihre Form ist oval bis länglich. Durch wiederholte Teilung entstehen Zysten mit sechs bis acht Sporen (Durchmesser: ca. 5–7 µm). Die Art unterscheidet sich von anderen Pilzen unter anderem darin, dass die Zellmembran kein Ergosterin, sondern Cholesterin enthält.

## Nomenklatur
Häufig wird für die Art der Name Pneumocystis jiroveci verwendet. Der korrekte Name ist jedoch jirovecii (Internationaler Code der Nomenklatur für Algen, Pilze und Pflanzen).

## Klinik

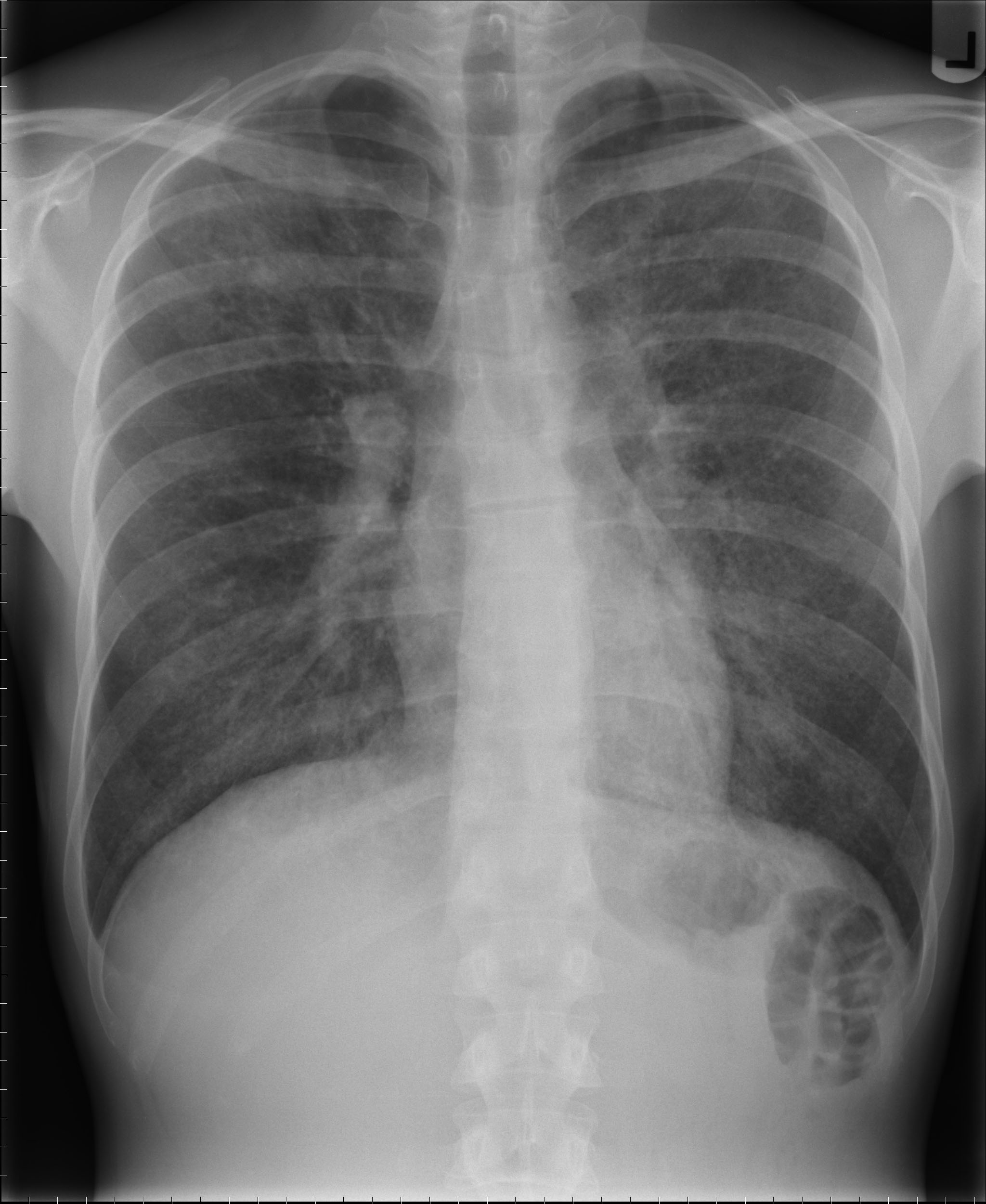
Röntgenbild mit Pneumocystis jirovecii-Pneumonie

Infizierte Patienten klagen häufig über Atemnot, Tachypnoe und trockenen Husten. Meist besteht Fieber. Die Auskultation ist unauffällig, das Röntgenbild der Lunge zeigt erst im Verlauf Veränderungen i. S. von retikulo-nodulären Verdichtungen des Interstitiums. Typisch ist auch eine Erhöhung der LDH im Blut.

## Nachweis
Der Nachweis erfolgt durch Mikroskopie eines Direktpräparates von induziertem Sputum, einer Bronchoalveolären Lavage (BAL) oder einer transbronchialen Biopsie. Zur besseren Darstellung der Pneumocysten wird dabei eine Färbemethode verwendet (z. B. mit optischen Aufhellern, Toluidinblau oder Immunfluoreszenz). Alternativ wird zunehmend die quantitative Real-Time-PCR als Nachweisverfahren eingesetzt, wobei ein positiver Nachweis hier nicht immer einfach zu interpretieren ist, da der Pilz auch bei Gesunden die Atemwege in geringer Menge kolonisieren kann. Im Vergleich zum Direktpräparat ist die PCR sensitiver, aber weniger spezifisch. Auf den üblichen Kulturmedien kann Pneumocystis jirovecii nicht angezüchtet werden.
Als nichtinvasiver Hinweis kann eine erhöhte Konzentration (über 60 pg/ml) von 1,3-β-D-Glucan dienen, einem Zellwand-Polysaccharid, das bei den meisten Pilzen vorkommt. Der Test hat für eine PCP eine generelle Sensitivität von 91 % und eine generelle Spezifität von 79 %. Bei HIV-negativen Patienten ist die Sensitivität aber aufgrund der oftmals geringeren Pilzmenge geringer.

## Therapie
Zur Therapie und Prophylaxe (z. B. bei AIDS-Patienten) kommt standardmäßig das eigentlich gegen Bakterien wirksame Antibiotikum Cotrimoxazol zur Anwendung (für die Therapie in sehr hoher Dosierung). Bei kritisch kranken Patienten erfolgt die Therapie intravenös, bei milderen Verläufen auch oral.
Alternativ kommt die Gabe von Primaquin und Clindamycin oder die Gabe antiparasitärer Mittel wie Pentamidin oder Atovaquon in Betracht.
Echinocandine wie Caspofungin oder Micafungin als 1,3-β-D-Glucan-Synthetase-Hemmer können ebenfalls zur Therapie von Pneumocystis-jirovecii-Infektionen verwendet werden, sie wirken aber nur auf die zystische Form und sind ineffektiv bei der trophischen Form. Daher können sie die Infektion nicht komplett eradizieren.
Antimykotika aus den Klassen der Polyene und der Triazole sind gegen Pneumocystis unwirksam, da sie die Synthese von Ergosterin hemmen, welches bei dieser Art nicht vorkommt (siehe oben).
Die zusätzliche Therapie mit Glucocorticoiden wurde vor allem bei AIDS-Patienten mit PCP untersucht und kann bei frühzeitiger Gabe die Risiken für eine Zunahme der Hypoxämie, für ein Lungenversagen und für einen tödlichen Verlauf reduzieren.

## Prophylaxe
Bei AIDS-Patienten, deren Konzentration von CD4-positiven T-Helferzellen unter 200/µl liegt, ist eine Prophylaxe mit Trimethoprim-Sulfamethoxazol Standard. Leitlinien empfehlen auch eine Prophylaxe bei Patienten mit hämatologischen Tumoren (wie Lyphomen und Leukämie), mit soliden Tumoren unter zytotoxischer Chemotherapie und Patienten, die eine Organ- oder Knochenmark-Transplantation erhalten. Bei Immunsuppression aufgrund chronisch-entzündlicher Krankheiten (wie rheumatischer Krankheiten, Sarkoidose oder chronisch-entzündlicher Darmerkrankungen) existieren keine Leitlinien, aber es gibt Empfehlungen zur Prophylaxe, wenn eine Behandlung mit einem Glucocorticoid in einer Dosierung über 20 mg Prednisolon-Äquivalent täglich über mindestens vier Wochen erfolgt. Bei Methotrexat-Therapie wird in der Regel keine Prophylaxe gegeben, da eine PCP sehr selten ist.